# المنزل (بعدان)

تعديل مصدري - تعديل

المنزل هي إحدى قرى عزلة الحرث بمديرية بعدان التابعة لمحافظة إب، بلغ تعداد سكانها 182 نسمة حسب تعداد اليمن لعام 2004.